# Distretto di Seydişehir
Il distretto di Seydişehir (in turco Seydişehir ilçesi) è uno dei distretti della provincia di Konya, in Turchia.
| Controllo di autorità | VIAF (EN) 158389209 · LCCN (EN) n88291937 · J9U (EN, HE) 987007562634605171 |